# EXPAL BME 330 AT
EXPAL BME 330 AT – hiszpańska bomba kasetowa wyposażona w spadochron hamujący skonstruowana w latach 80. XX wieku. Wewnątrz korpusu bomby przenoszone jest 516 podpocisków (512 kumulacyjnych bomby SAC-1AP i 4 miny przeciwpancerne MAC-2). Bomba przenoszona jest przez samoloty VA-1 Matador, EAV-8B Harrier II, F-5 Freedom Fighter i EF-18 Hornet.